# Eduard Henneberger
Eduard Henneberger (* 27. April 1895 in Basel; † 13. November 1966 ebenda) war ein Schweizer Pianist und Komponist.

## Leben
Eduard Henneberger wuchs in Basel auf, wo er das Gymnasium und die Obere Realschule besuchte. Seine musikalische Ausbildung erhielt er an der Musikschule und am Konservatorium. Von 1914 bis 1917 war Henneberger Hans Hubers Privatschüler, ausserdem erhielt er Unterricht von F. Busoni und A. Ziegler. Von 1919 bis 1921 arbeitete er als Korrepetitor und Kapellmeister am Stadttheater Basel.
Henneberger war in jungen Jahren zunächst kompositorisch tätig; einige Klavier- und Orchesterlieder sind aus dieser Phase überliefert. Später konzentrierte er sich aufs Klavierspiel und prägte als Pianist das Basler Musikleben der Nachkriegszeit. Regelmässig trat er solistisch oder mit seinem Henneberger-Trio im Rahmen der AMG-Konzerte im Stadtcasino Basel auf. Mit Hans Vogt bildete er ein langjähriges Klavierduo und war ausserdem gefragter Liedbegleiter u. a. von Arnold Pauli.
Zu seinen Schülern zählten u. a. die Komponisten Rudolf Kelterborn und Jacques Wildberger sowie der Jazz-Pianist George Gruntz. Sein musikalischer Nachlass ist in der Universitätsbibliothek Basel verwahrt.
Er war der jüngere Bruder der Schachspieler Moriz und Walter Henneberger.

## Werke
- John Kabys. Ein Volksstück aus Seldwyla (Bühnenmusik)
- Ave Maria (1914 – für Alt, Klarinette, Violine und Klavier)
- König Enrich (op. 3, 1915 – Ballade für Solisten, Männerchor und Orchester)
- Frost (1915 – Ballade für Tenor und Orchester; 2. Fassung 1918 mit Orgel)
- Sapphos letzter Gesang (1917 – Ode für Alt und Orchester)
- Mein Kleinod (1918 – für Alt und Klavier)